# エカテリーナ・リャザーノワ
エカテリーナ・ウラジーミロヴナ・リャザーノワ（ロシア語: Екатери́на Влади́мировна Ряза́нова, 英語: Ekaterina Riazanova, 1991年4月6日 - ）は、ロシア出身、イタリアの女性元フィギュアスケート(アイスダンス)選手。パートナーはシモーネ・バトゥーリ、イリヤ・トカチェンコ、ジョナサン・ゲレイロ。
2009年世界ジュニア選手権3位。

## 経歴
モスクワに生まれ4歳のころにスケートを始めた。12歳までは女子シングルの選手だったが怪我をきっかけにアイスダンスに転向した。
2006年にジョナサン・ゲレイロとカップルを結成し、2006-2007シーズンよりジュニアグランプリシリーズに参戦を果たした。翌シーズン世界ジュニア選手権に初出場し6位に入った。
2008-2009シーズンにはジュニアグランプリシリーズマドリード杯で優勝、2シーズン連続で出場したジュニアグランプリファイナルでは3位、世界ジュニア選手権でも3位に入った。このシーズンをもってカップルは解散した。
2009-2010シーズン、イリヤ・トカチェンコとカップルを結成した。
2010-2011シーズン、エリック・ボンパール杯で銀メダルを獲得。トカチェンコと組んで、ISU主催の大会において初めてのメダルを獲得をした。ロシア選手権でも初メダルを獲得し、ヨーロッパ選手権に出場した。
2011-2012シーズン、スケートカナダのFDにおいて、「音楽に明確なリズムが無い」という理由で減点を受けた。その後、ピアノでリズムを追加することによってルールに対応した。ロシア選手権には直前に、トカチェンコの肘がリャザーノワの鼻に当たり脳震盪と骨折を起こしたものの出場し、2年連続でメダルを獲得。世界選手権に初選出された。世界選手権ではSDの前に路上レストランで食べたシーフードにトカチェンコが当たり体調が良くなかったものの、ミス無く滑りきり9位と健闘した。4月、翌シーズンの準備のためにコーチのアレクセイ・ゴルシュコフと共に、アメリカのマリナ・ズエワとイーゴリ・シュピリバンドの元で練習すると発表した。
2012-2013シーズン、グランプリシリーズのスケートカナダ、エリック・ボンパール杯で2戦連続の3位。ゴールデンスピンで国際大会で初優勝。欧州選手権では自己最高の4位に入った。
2013-2014シーズン、ロシア選手権では4位となり表彰台を逃す。欧州選手権では5位で、出場したロシアのカップルの中では3位となり、ソチオリンピックの代表には選ばれなかった。4月24日、トカチェンコとのカップルの解散を発表した。5月30日、シモーネ・バトゥーリとのカップル結成が発表され、イタリア所属で競技を行うことになった。しかし、カップルはすぐに解散し競技を引退。中国でコーチを始めた。

## 主な戦績

### 2014-2015シーズンから
シモーネ・バトゥーリとのカップル(イタリア所属)
| 大会/年        | 2014-15 |
| -------------- | ------- |
| イタリア選手権 | 4       |

### 2013-2014シーズンまで
イリヤ・トカチェンコとのカップル(ロシア所属)
| 大会/年            | 2009-10 | 2010-11 | 2011-12 | 2012-13 | 2013-14 |
| ------------------ | ------- | ------- | ------- | ------- | ------- |
| 世界選手権         |         |         | 9       | 11      |         |
| 欧州選手権         |         | 6       | 5       | 4       | 5       |
| ロシア選手権       | 4       | 2       | 3       | 3       | 4       |
| GPロステレコム杯   | 6       |         | 4       |         | 4       |
| GPスケートカナダ   |         |         | 5       | 3       | 4       |
| GPエリック杯       |         | 2       |         | 3       |         |
| GPスケートアメリカ |         | 5       |         |         |         |
| ゴールデンスピン   | 2       |         |         | 1       |         |
| ネーベルホルン杯   | 4       | 3       |         |         |         |

### 2008-2009シーズンまで
ジョナサン・ゲレイロとのカップル(ロシア所属)
| 大会/年                       | 2006-07 | 2007-08 | 2008-09 |
| ----------------------------- | ------- | ------- | ------- |
| 世界Jr.選手権                 |         | 6       | 3       |
| ロシアJr.選手権               |         |         | 1       |
| JGPファイナル                 |         | 8       | 3       |
| JGPマドリード杯               |         |         | 1       |
| JGPメラーノ                   |         |         | 2       |
| JGPブラオエン・シュベルター杯 |         | 2       |         |
| JGPハルギタ杯                 | 9       | 2       |         |
| NRW杯                         |         |         | 1 J     |
| ゴールデンリンクス            | 4 J     |         |         |

### 詳細
| 2014-2015 シーズン    |                                            |         |         |          |
| 開催日                | 大会名                                     | SD      | FD      | 結果     |
| 2014年12月20日 - 21日 | イタリアフィギュアスケート選手権（トリノ） | 4 53.40 | 3 82.60 | 4 136.00 |

| 2013-2014 シーズン    |                                                        |         |         |          |
| 開催日                | 大会名                                                 | SD      | FD      | 結果     |
| 2014年1月13日 - 19日  | 2014年ヨーロッパフィギュアスケート選手権（ブダペスト） | 5 60.35 | 5 90.09 | 5 150.44 |
| 2013年12月22日 - 27日 | ロシアフィギュアスケート選手権（ソチ）                 | 4 66.60 | 4 97.39 | 4 163.99 |
| 2013年11月22日 - 24日 | ISUグランプリシリーズ ロステレコム杯（モスクワ）       | 3 58.59 | 4 93.77 | 4 152.36 |
| 2013年10月25日 - 27日 | ISUグランプリシリーズ スケートカナダ（セントジョン）   | 4 59.79 | 5 85.77 | 4 145.56 |

| 2012-2013 シーズン    |                                                      |          |          |           |
| 開催日                | 大会名                                               | SD       | FD       | 結果      |
| 2013年3月10日 - 17日  | 2013年世界フィギュアスケート選手権（ロンドン）       | 13 59.52 | 11 90.26 | 11 149.78 |
| 2013年1月23日 - 27日  | 2013年ヨーロッパフィギュアスケート選手権（ザグレブ） | 4 64.52  | 4 93.25  | 4 157.77  |
| 2012年12月24日 - 28日 | ロシアフィギュアスケート選手権（ソチ）               | 5 59.88  | 3 103.99 | 3 163.87  |
| 2012年12月13日 - 16日 | 2012年ゴールデンスピン（ザグレブ）                   | 1 65.96  | 1 95.38  | 1 161.34  |
| 2012年11月16日 - 18日 | ISUグランプリシリーズ エリック・ボンパール杯（パリ） | 3 58.23  | 3 87.80  | 3 146.03  |
| 2012年10月26日 - 28日 | ISUグランプリシリーズ スケートカナダ（ウィンザー）   | 3 55.80  | 3 87.59  | 3 143.39  |

| 2011-2012 シーズン     |                                                            |          |         |          |
| 開催日                 | 大会名                                                     | SD       | FD      | 結果     |
| 2012年3月26日 - 4月1日 | 2012年世界フィギュアスケート選手権（ニース）               | 10 58.19 | 8 86.24 | 9 144.43 |
| 2012年1月23日 - 29日   | 2012年ヨーロッパフィギュアスケート選手権（シェフィールド） | 3 61.34  | 5 90.88 | 5 152.22 |
| 2011年12月24日 - 28日  | ロシアフィギュアスケート選手権（サランスク）               | 3 65.22  | 4 89.49 | 3 154.71 |
| 2011年11月25日 - 27日  | ISUグランプリシリーズ ロステレコム杯（モスクワ）           | 4 55.83  | 5 76.90 | 4 132.73 |
| 2011年10月28日 - 30日  | ISUグランプリシリーズ スケートカナダ（ミシサガ）           | 4 54.94  | 5 77.42 | 5 132.36 |

| 2010-2011 シーズン    |                                                        |         |         |          |
| 開催日                | 大会名                                                 | SD      | FD      | 結果     |
| 2011年1月24日 - 30日  | 2011年ヨーロッパフィギュアスケート選手権（ベルン）     | 5 60.91 | 6 84.14 | 6 145.05 |
| 2010年12月25日 - 29日 | ロシアフィギュアスケート選手権（サランスク）           | 3 62.17 | 2 98.28 | 2 160.45 |
| 2010年11月26日 - 28日 | ISUグランプリシリーズ エリック・ボンパール杯（パリ）   | 2 60.81 | 2 85.98 | 2 146.79 |
| 2010年11月12日 - 14日 | ISUグランプリシリーズ スケートアメリカ（ポートランド） | 5 55.52 | 5 81.62 | 5 137.14 |
| 2010年9月22日 - 25日  | 2010年ネーベルホルン杯（オーベルストドルフ）           | 2 58.31 | 3 83.61 | 3 141.92 |

| 2009-2010 シーズン  |                                                        |         |         |         |          |
| 開催日              | 大会名                                                 | CD      | OD      | FD      | 結果     |
| 2009年12月24日-26日 | ロシアフィギュアスケート選手権（サンクトペテルブルク） | 3 36.68 | 3 57.24 | 4 92.37 | 4 186.29 |
| 2009年12月11日-12日 | 2009年ゴールデンスピン（ザグレブ）                     | 4 30.18 | 3 50.53 | 2 81.97 | 2 162.68 |
| 2009年10月23日-24日 | ISUグランプリシリーズ ロステレコム杯（モスクワ）       | 8 27.89 | 6 47.45 | 6 72.58 | 6 147.92 |
| 2009年9月24日-26日  | 2009年ネーベルホルン杯（オーベルストドルフ）           | 3 31.64 | 4 47.91 | 4 79.33 | 4 158.88 |

| 2008-2009 シーズン     |                                                        |         |         |         |          |
| 開催日                 | 大会名                                                 | CD      | OD      | FD      | 結果     |
| 2009年2月24日-27日     | 2009年世界ジュニアフィギュアスケート選手権（ソフィア） | 7 29.02 | 2 53.80 | 3 78.98 | 3 161.80 |
| 2009年1月28日-31日     | ロシアジュニアフィギュアスケート選手権（サランスク）   | 1 33.70 | 1 57.51 | 1 84.41 | 1 175.62 |
| 2008年12月11日-14日    | 2008/2009 ISUジュニアグランプリファイナル（高陽）      | -       | 2 50.85 | 4 73.45 | 3 124.30 |
| 2008年10月31日-11月2日 | 2008年NRW杯 ジュニアクラス（ドルトムント）             | 1 32.26 | 1 54.17 | 2 70.43 | 1 156.86 |
| 2008年9月24日-28日     | ISUジュニアグランプリ マドリード杯（マドリード）       | 1 32.28 | 1 54.21 | 1 81.31 | 1 167.80 |
| 2008年9月3日-7日       | ISUジュニアグランプリ メラーノ（メラーノ）             | 2 30.67 | 2 48.77 | 2 69.98 | 2 149.42 |

| 2007-2008 シーズン   |                                                                |         |         |         |          |
| 開催日               | 大会名                                                         | CD      | OD      | FD      | 結果     |
| 2008年2月25日-3月2日 | 2008年世界ジュニアフィギュアスケート選手権（ソフィア）         | 7 28.69 | 6 50.96 | 6 73.64 | 6 153.29 |
| 2007年12月6日-9日    | 2007/2008 ISUジュニアグランプリファイナル（グダニスク）        | 8 25.58 | 8 46.18 | 7 66.77 | 8 138.53 |
| 2007年10月10日-14日  | ISUジュニアグランプリ ブラオエン・シュベルター杯（ケムニッツ） | 4 29.40 | 2 52.11 | 4 72.21 | 2 153.72 |
| 2007年9月6日-9日     | ISUジュニアグランプリ ハルギタ杯（ミエルクレア＝チュク）       | 2 30.07 | 2 50.10 | 2 71.76 | 2 151.93 |

| 2006-2007 シーズン  |                                                                    |         |          |         |          |
| 開催日              | 大会名                                                             | CD      | OD       | FD      | 結果     |
| 2006年10月13日-15日 | 2006年ゴールデンリンクス ジュニアクラス（ホメリ）                  | 3 29.14 | 4 40.71  | 4 60.44 | 4 130.29 |
| 2006年9月21日-24日  | ISUジュニアグランプリ ミエルクレア＝チュク（ミエルクレア＝チュク） | 9 26.04 | 11 37.72 | 8 56.82 | 9 120.58 |

## プログラム使用曲
| シーズン  | SD | FD | EX                                         |
| --------- | --- | --- | ------------------------------------------ |
| 2014-2015 | ポエタ 演奏：ビセンテ・アミーゴ                                                                                           | 前奏曲第4番 ホ短調 作曲：フレデリック・ショパン                                                                      |                                            |
| 2013-2014 | チャールストン、フォックストロット、クイックステップ：映画『シカゴ』より 作曲：ダニー・エルフマン                         | オペラ座の怪人 作曲：アンドルー・ロイド・ウェバー                                                                    | ヘイ・ユー 作曲：ピンク・フロイド          |
| 2012-2013 | マイ・フェア・レディ 作曲：フレデリック・ロウ                                                                             | 映画『ゴッドファーザー』サウンドトラックより 作曲：ニーノ・ロータ                                                    | ヘイ・ユー 作曲：ピンク・フロイド          |
| 2011-2012 | ルンバ：Paxi Ni Ngongo 演奏：ボンガ サンバ：キューバ 演奏：キューバクラブ                                                 | 映画『吹雪』より ロマンス 作曲：ゲオルギー・スヴィリードフ                                                           | The Master and Margarita by Igor Kornelyuk |
| 2010-2011 | ワルツ：映画『吹雪』より ワルツ 作曲：ゲオルギー・スヴィリードフ                                                          | ダンソン・ヌーメロ・ドス 作曲：アルトゥーロ・マルケス                                                                | The Master and Margarita by Igor Kornelyuk |
| シーズン  | OD | FD | EX                                         |
| 2009-2010 | Berezka | The Master and Margarita by Igor Kornelyuk                                                                           |                                            |
| 2008-2009 | スローフォックストロット：C'est Si Bon 演奏：ルイ・アームストロング スウィング：シング・シング・シング 作曲：ルイ・プリマ | 映画『ジェームズ・ボンド』メドレー 作曲：モンティ・ノーマン ジョン・バリー ゴールデンアイ ボーカル：ティナ・ターナー |                                            |
| 2007-2008 | 映画『Queen of the Gypsies』サウンドトラックより 作曲：エフゲニー・ドガ                                                   | パーフィディア 作曲：アルベルト・ドミンゲス                                                                          |                                            |
| 2006-2007 | To ostatnia niedziela 作曲：Jerzy Petersburski ロシア版：Aleksandr Tsfasman                                               | スパニッシュダンス by Jose Moren                                                                                     |                                            |